# Canoë-kayak aux Jeux olympiques d'été de 2000
Navigation
Atlanta 1996 Athènes 2004
Aux Jeux olympiques de 2000, les épreuves de canoë-kayak sont réparties entre quatre épreuves de slalom et douze épreuves de course en ligne qui se déroulent au Centre olympique de Penrith.

## Tableau des médailles pour le canoë-kayak
| Rang | Nation      | Or | Argent | Bronze | Total |
| ---- | ----------- | -- | ------ | ------ | ----- |
| 1    | Hongrie     | 4  | 2      | 1      | 7     |
| 2    | Allemagne   | 4  | 1      | 3      | 8     |
| 3    | Italie      | 2  | 0      | 1      | 3     |
| 4    | Norvège     | 2  | 0      | 0      | 2     |
| 5    | Slovaquie   | 1  | 1      | 1      | 3     |
| 5    | France      | 1  | 1      | 1      | 3     |
| 7    | Roumanie    | 1  | 0      | 2      | 3     |
| 8    | Tchéquie    | 1  | 0      | 1      | 2     |
| 9    | Pologne     | 0  | 2      | 2      | 4     |
| 9    | Cuba        | 0  | 2      | 0      | 2     |
| 11   | Bulgarie    | 0  | 2      | 0      | 2     |
| 11   | Royaume-Uni | 0  | 1      | 1      | 2     |
| 11   | Canada      | 0  | 1      | 1      | 2     |
| 14   | Australie   | 0  | 1      | 1      | 2     |
| 14   | Suède       | 0  | 1      | 0      | 1     |
| 16   | Russie      | 0  | 1      | 0      | 1     |
| 17   | Israël      | 0  | 0      | 1      | 1     |

## Slalom

### Canoë monoplace hommes
| Médaille           | Nom             | Pays      | Points |
| ------------------ | --------------- | --------- | ------ |
| Médaille d'or      | Tony Estanguet  | France    | 231,87 |
| Médaille d'argent  | Michal Martikán | Slovaquie | 233,76 |
| Médaille de bronze | Juraj Minčík    | Slovaquie | 234,24 |

### Canoë biplace hommes
| Médaille           | Nom                                      | Pays               | Points |
| ------------------ | ---------------------------------------- | ------------------ | ------ |
| Médaille d'or      | Pavol Hochschorner Peter Hochschorner    | Slovaquie          | 237,74 |
| Médaille d'argent  | Krzysztof Kołomański Michał Staniszewski | Pologne            | 243,81 |
| Médaille de bronze | Marek Jiras Tomáš Máder                  | République tchèque | 249,45 |

### Kayak monoplace hommes
| Médaille           | Nom                | Pays        | Points |
| ------------------ | ------------------ | ----------- | ------ |
| Médaille d'or      | Thomas Schmidt     | Allemagne   | 217,27 |
| Médaille d'argent  | Paul Ratcliffe     | Royaume-Uni | 223,71 |
| Médaille de bronze | Pierpaolo Ferrazzi | Italie      | 225,03 |

### Kayak monoplace femmes
| Médaille           | Nom                 | Pays            | Points |
| ------------------ | ------------------- | --------------- | ------ |
| Médaille d'or      | Štěpánka Hilgertová | Tchécoslovaquie | 247,04 |
| Médaille d'argent  | Brigitte Guibal     | France          | 251,88 |
| Médaille de bronze | Anne-Lise Bardet    | France          | 254,77 |

## Course en ligne

### 500 mètrescanoë monoplace hommes
| Médaille           | Nom             | Pays      | Temps          |
| ------------------ | --------------- | --------- | -------------- |
| Médaille d'or      | Gyorgy Kolonics | Hongrie   | 2 min 24 s 813 |
| Médaille d'argent  | Maxim Opalev    | Russie    | 2 min 25 s 809 |
| Médaille de bronze | Andreas Dittmer | Allemagne | 2 min 27 s 591 |

### 1 000 mètrescanoë monoplace hommes
| Médaille           | Nom                        | Pays      | Temps          |
| ------------------ | -------------------------- | --------- | -------------- |
| Médaille d'or      | Andreas Dittmer            | Allemagne | 3 min 54 s 379 |
| Médaille d'argent  | Ledis Frank Balceiro Pajon | Cuba      | 3 min 56 s 071 |
| Médaille de bronze | Steve Giles                | Canada    | 3 min 56 s 437 |

### 500 mètrescanoë biplace hommes
| Médaille           | Nom                                  | Pays     | Temps          |
| ------------------ | ------------------------------------ | -------- | -------------- |
| Médaille d'or      | Ferenc Novák Imre Pulai              | Hongrie  | 1 min 51 s 284 |
| Médaille d'argent  | Pawel Baraszkiewicz Daniel Jędraszko | Pologne  | 1 min 51 s 536 |
| Médaille de bronze | Florin Popescu Mitică Pricop         | Roumanie | 1 min 54 s 260 |

### 1 000 mètrescanoë biplace hommes
| Médaille           | Nom                                   | Pays      | Temps          |
| ------------------ | ------------------------------------- | --------- | -------------- |
| Médaille d'or      | Florin Popescu Mitică Pricop          | Roumanie  | 3 min 37 s 355 |
| Médaille d'argent  | Leobaldo Pereira Ibrahim Rojas Blanco | Cuba      | 3 min 38 s 753 |
| Médaille de bronze | Stefan Uteß Lars Kober                | Allemagne | 3 min 41 s 129 |

### 500 mètreskayak monoplace hommes
| Médaille           | Nom              | Pays     | Temps              |
| ------------------ | ---------------- | -------- | ------------------ |
| Médaille d'or      | Knut Holmann     | Norvège  | 1 min 57 s 847     |
| Médaille d'argent  | Petar Merkov     | Bulgarie | 1 min 58 s 393     |
| Médaille de bronze | Michael Kolganov | Israël   | 1 min 59 s 563 min |

### 500 mètreskayak monoplace femmes
| Médaille           | Nom                  | Pays      | Temps          |
| ------------------ | -------------------- | --------- | -------------- |
| Médaille d'or      | Josefa Idem Guerrini | Italie    | 2 min 13 s 848 |
| Médaille d'argent  | Caroline Brunet      | Canada    | 2 min 14 s 646 |
| Médaille de bronze | Katrin Borchert      | Australie | 2 min 15 s 138 |

### 1 000 mètreskayak monoplace hommes
| Médaille           | Nom          | Pays        | Temps              |
| ------------------ | ------------ | ----------- | ------------------ |
| Médaille d'or      | Knut Holmann | Norvège     | 3 min 33 s 269 min |
| Médaille d'argent  | Petar Merkov | Bulgarie    | 3 min 34 s 649 min |
| Médaille de bronze | Tim Brabants | Royaume-Uni | 3 min 35 s 057 min |

### 500 mètreskayak biplace hommes
| Médaille           | Nom                            | Pays      | Temps          |
| ------------------ | ------------------------------ | --------- | -------------- |
| Médaille d'or      | Zoltan Kammerer, Botond Storcz | Hongrie   | 1 min 47 s 055 |
| Médaille d'argent  | Daniel Collins, Andrew Trim    | Australie | 1 min 47 s 895 |
| Médaille de bronze | Ronald Rauhe, Tim Wieskötter   | Allemagne | 1 min 48 s 771 |

### 1 000 mètreskayak biplace hommes
| Médaille           | Nom                               | Pays    | Temps          |
| ------------------ | --------------------------------- | ------- | -------------- |
| Médaille d'or      | Beniamino Bonomi Antonio Rossi    | Italie  | 3 min 14 s 461 |
| Médaille d'argent  | Henrik Nilsson Markus Oscarsson   | Suède   | 3 min 16 s 075 |
| Médaille de bronze | Krisztián Bártfai Krisztián Veréb | Hongrie | 3 min 16 s 357 |

### 500 mètreskayak biplace femmes
| Médaille           | Nom                              | Pays      | Temps          |
| ------------------ | -------------------------------- | --------- | -------------- |
| Médaille d'or      | Birgit Fischer Katrin Wagner     | Allemagne | 1 min 56 s 996 |
| Médaille d'argent  | Katalin Kovacs Szilvia Szabo     | Hongrie   | 1 min 58 s 580 |
| Médaille de bronze | Aneta Pastuszka Beata Sokolowska | Pologne   | 1 min 58 s 784 |

### 1 000 mètreskayak quatre places hommes
| Médaille           | Nom                                                                   | Pays      | Temps          |
| ------------------ | --------------------------------------------------------------------- | --------- | -------------- |
| Médaille d'or      | Gábor Horváth Zoltán Kammerer Botond Storcz Akos Vereckei             | Hongrie   | 2 min 55 s 188 |
| Médaille d'argent  | Björn Bach Jan Schäfer Stefan Ulm, Mark Zabel                         | Allemagne | 2 min 55 s 704 |
| Médaille de bronze | Dariusz Bialkowski Grzegorz Kotowicz Adam Seroczynski Marek Witkowski | Pologne   | 2 min 57 s 192 |

### 500 mètreskayak quatre places femmes
| Médaille           | Nom                                                      | Pays      | Temps          |
| ------------------ | -------------------------------------------------------- | --------- | -------------- |
| Médaille d'or      | Birgit Fischer Manuela Mucke Anett Schuck, Katrin Wagner | Allemagne | 1 min 34 s 532 |
| Médaille d'argent  | Rita Koban Katalin Kovács Szilvia Szabo Erzsebet Viski   | Hongrie   | 1 min 34 s 946 |
| Médaille de bronze | Raluca Ioniţă Mariana Limbau Elena Radu Sanda Toma       | Roumanie  | 1 min 37 s 010 |